# Maurice Cantor
Maurice Adolphe Georges Cantor (Le Havre, 1º dicembre 1921 – Mont-Saint-Aignan, 23 giugno 2016) è stato un vescovo francese, ex-prete cattolico che ha fondato una Chiesa dissidente, definita «Parrocchia senza frontiere» la cui sede è la chiesa di Sainte-Marie de Mont-Saint-Aignan nella Senna Marittima.
Entrò nell'Abbazia di Saint-Wandrille de Fontenelle, come monaco benedettino, nel 1940; fu ordinato sacerdote il 22 maggio 1948 e restò monaco fino al 1951; divenne sacerdote secolare per l'arcidiocesi di Rouen fino al 1964.
In seguito al Concilio Vaticano II, Cantor decise di fondare una comunità centrata nella chiesa di Sainte-Marie de Mont-Saint-Aignan nella Senna Marittima; in una lettera indirizzata all'Arcivescovo di Rouen, Joseph-Marie Martin, e datata 29 maggio 1964, scrisse: «Vorrei fondare una comunità di tradizione cattolica, aperta a tutti senza esclusioni e fedele alla tradizionale messa cattolica in latino». Questa fondazione fu sostenuta dai fedeli legato al rito tridentino e ai tradizionali segni di pietà. Inoltre, distaccandosi dalla tradizionale disciplina cattolica, introdusse pratiche come l'ordinazione di uomini sposati o l'accesso al sacramento dell'Eucaristia per i divorziati.
Cantor è stato ordinato vescovo 5 volte:
- la prima volta il 30 maggio 1964, da Carlos d'Eschevannes, patriarca della Église gallicane, tradition apostolique de Gazinet, coadiuvato da diversi vescovi di chiese separate da Roma;
- una seconda volta, sub condicione, nel 1965, da Gérard Grateau, vescovo mariavita;
- una terza volta, sempre sub condicione, il 17 aprile 1966, da un vescovo della Chiesa cattolica gallicana, Louis Fournier;
- la quarta volta il 10 settembre 1966 , da un vescovo della Chiesa apostolica cattolica e Cattolico dell'Occidente, Hugh George de Willmott Newman;
- infine il 7 giugno 1970, da un vescovo la cui successione apostolica non poteva essere messa in discussione da nessuno, dato che si trattava di Mario Renato Cornejo Radavero, precedentemente vescovo ausiliare di Lima, tuttavia licenziato dal Vaticano dopo che era sposato e si era unito alla chiesa di Santa Maria.